# Cars Toon – Hooks unglaubliche Geschichten
Cars Toon – Hooks unglaubliche Geschichten (orig. A Cars Toon: Mater’s Tall Tales) ist eine computeranimierte Trickfilmserie von Disney-Pixar aus dem Cars-Universum. Seit 2008 wurden elf ca. dreiminütige Folgen in drei Staffeln ausgestrahlt (Staffel 1: vier Folgen, Staffel 2: fünf Folgen, Staffel 3: zwei Folgen). Die Ausstrahlung der dritten begann 2011 nach der Veröffentlichung von Cars 2.

## Figuren
Hook (dt. Stimme Reinhard Brock, englische Originalstimme Larry the Cable Guy)ist Titelfigur und Held der Kurzfilmfernsehserie. Er reklamiert für sich große Eroberungen und Erfahrungen und erweist sich als Frauentyp.
Lightning McQueen (dt. Stimme Manou Lubowski, englisch Originalstimme Keith Ferguson (Staffel 1–2), Owen Wilson (Staffel 3))ist eine der Hauptfiguren. Er ist Hooks bester Freund, aber glaubt nicht an dessen Karriere in jeder Folge, obwohl es Anzeichen dafür gibt, dass sie möglicherweise passiert sind.
Mia und Tia (englische Originalstimmen Lindsey Collins und Elissa Knight)Lightnings (Hooks) größte Fans, die ihn verehren.
Fillmore (dt. Stimme Helmfried von Lüttichau, englisch Originalstimme George Carlin)Sarges Zimmergenosse, der ein Hippie-Auto ist.
Sarge (dt. Stimme Ekkehardt Belle, englisch Originalstimme Paul Dooley)
Sally Carrera (englische Originalstimme Bonnie Hunt)Lightnings Freundin, die erst in der 3. Staffel erstmals erscheint.
Red, Mike, Sulley, Ito San, Kabuto und Koji

## Ablauf einer Folge
Der Ablauf einer Geschichte ist dabei stets gleich: Hook und Lightning McQueen stehen zusammen und sehen eine bestimmte Situation, einen Gegenstand oder ein Fahrzeug in Radiator Springs. Daraufhin sagt Hook, er sei mal einem entsprechenden Beruf bzw. einer entsprechenden Tätigkeit nachgegangen. Lightning bezweifelt dies dann, woraufhin Hook die Geschichte zu erzählen beginnt. Der Zuschauer sieht ab da nicht mehr Hook und Lightning in Radiator Springs, sondern die Geschichte ablaufen. An irgendeinem Punkt der Geschichte verschlimmert sich die Situation dann schier aussichtslos. Daraufhin sieht man kurz wieder Hook und Lightning in Radiator Springs, wo Lightning fragt: „Und was ist dann passiert?“, woraufhin Hook erwidert: „Das weißt Du nicht mehr? Aber Du warst doch dabei!“. Nun sieht der Zuschauer wieder die Geschichte, in der plötzlich Lightning auftaucht. Gemeinsam durchleben sie die Geschichte bis zum Ende. Schlussendlich sieht der Zuschauer wieder Hook und Lightning in Radiator Springs, wo Lightning angibt: „Hook, das ist niemals passiert!“. Abschließend sieht man schließlich ein Schlüsselelement aus der Geschichte in Radiator Springs, wodurch angedeutet wird, dass die Geschichte (zumindest im Kern) der Wahrheit entsprechen könnte.

## Inhalt
Die Geschichten drehen sich um: Hook (im Original Mater genannt) und ein UFO (Originaltitel: Unidentified Flying Mater), Hook als Feuerwehrauto (Originaltitel: Rescue Squad Mater), als Bulldozerkämpfer (Stierkämpfer) El Hookador (Originaltitel: El Materdor), Stuntfahrer der unglaubliche Hook (Originaltitel: Mater the Greater), Driftrennfahrer in Tokyo (Originaltitel: Tokyo Mater), Rockstar der Band Heavy Metal Hook (Originaltitel: Heavy Metal Mater), Monster Truck (Originaltitel: Monster Truck Mater) Bisher noch unveröffentlicht sind die Folgen der dritten Staffel mit Hook als Baseballspieler (Originaltitel: Baseball Mater) und Hook als Superheld (Originaltitel: Super Mater).
| Episodennr. | Deutscher Titel               | US-Originaltitel                   | Deutsche Erstausstrahlung                | US-Erstausstrahlung |
| ----------- | ----------------------------- | ---------------------------------- | ---------------------------------------- | --- |
| 1 (1.01)    | Tausendsassa Hook             | Rescue Squad Mater                 | 12. März 2010                            | 27. Oktober 2008 |
| 2 (1.02)    | Der großartige Hook           | Mater The Greater                  | 12. März 2010                            | 28. Oktober 2008 |
| 3 (1.03)    | El Hookador                   | El Materdor                        | 12. März 2010                            | 29. Oktober 2008 |
| 4 (1.04)    | Hook in Tokio                 | Tokyo Mater                        | 12. März 2010                            | 12. Dezember 2008 (Erstausstrahlung als Vorfilm zu Bolt – Ein Hund für alle Fälle) 12. März 2010 (Fernseherstausstrahlung) |
| 5 (2.01)    | UHO – Unbekanntes Hook Objekt | U.F.M. – Unidentified Flying Mater | 21. März 2010                            | 20. November 2009 |
| 6 (2.02)    | Monster Truck Hook            | Monster Truck Mater                | 31. Juli 2010                            | 30. Juli 2010 |
| 7 (2.03)    | Heavy Metal Hook              | Heavy Metal Mater                  | 28. März 2010                            | 8. Oktober 2010 |
| 8 (2.04)    | Hook auf dem Mond             | Moon Mater                         | 16. Juni 2014 Deutscher Disney Channel   | 2. November 2010 (auf DVD) Fernsehausstrahlung noch nicht erfolgt                                                          |
| 9 (2.05)    | Detektei Hook                 | Mater Private Eye                  | 16. August 2014 Deutscher Disney Channel | 2. November 2010 (auf DVD) Fernsehausstrahlung noch nicht erfolgt                                                          |
| 10 (3.01)   | Hook hebt ab                  | Air Mater                          | 10. April 2014 Deutscher Disney Channel  | 1. November 2011 (auf DVD) Fernsehausstrahlung noch nicht erfolgt                                                          |
| 11 (3.02)   | Hooks Zeitreise               | Time Traveller Mater               | 5. Juni 2012                             | ? |

## Veröffentlichung
Tokyo Mater lief 2008 als erster Film in Disney Digital 3-D in den USA im Kino als Vorfilm zum Disneyfilm Bolt – Ein Hund für alle Fälle. In Deutschland wurde die Folge einmal morgens bei Pro7 ausgestrahlt. Die ersten 4 Folgen wurden auf SUPER RTL am 12. März 2010 ausgestrahlt. Die Folgen 5 und 6 wurden auf Pro7 ausgestrahlt. Die Folgen 1 bis 7 wurden am 31. Juli 2010 gebündelt bei Super RTL im Abendprogramm ausgestrahlt. Am 4. November 2010 erschienen die ersten 9 Folgen, darunter zwei neue, im deutschsprachigen Raum auf DVD und Blu-ray. Die 3. Staffel wird 2011 nach der Veröffentlichung des zweiten Kinofilms ausgestrahlt.